# (10558) Karlstad
(10558) Karlstad (1993 RB7) – planetoida z pasa głównego asteroid okrążająca Słońce w ciągu 3,59 lat w średniej odległości 2,34 j.a. Odkryta 15 września 1993 roku.